# Het Nutshuis
Het Nutshuis is het voormalige hoofdkantoor van de Haagse Nutsspaarbank. Sinds 2004 is het pand in gebruik als bedrijfsverzamelgebouw waarin verschillende organisaties hun kantoren hebben. Het gebouw staat aan de Riviervismarkt op de hoek van de Jan Hendrikstraat, tegenover de Grote Kerk in Den Haag. Ten tijde van de bouw heette de straat daar het Westeinde, net als de nog bestaande straat aan de andere kant van de Torenstraat. Achter het gebouw bevindt zich de Nutstuin, die via de Jan Hendrikstraat kan worden betreden. Hier is ook een luisterplaats te vinden waar op maandag, woensdag en vrijdag tussen 12:00 uur en 13:00 uur naar het carillon van de Grote Kerk kan worden geluisterd.

## Geschiedenis
Het Nutshuis vormt een belangrijk onderdeel van de geschiedenis van de Haagse Nutsspaarbank. Het monumentale pand deed van 1921 tot 1992 dienst als het hoofdkantoor van de bank.

### Eerste hoofdkantoor
Eind 1894 verrees op de hoek van het Westeinde en de Jan Hendrikstraat het eerste bankgebouw dat de Haagse Nutsspaarbank zelf liet bouwen, nadat het bestuur in het stadhuis begon en later naar een voormalige timmermanswoning verkaste.
Nog geen tien jaar maakte het bankgebouw onderdeel uit van het straatbeeld. Het moest gesloopt worden omdat de gemeente Den Haag de Jan Hendrikstraat wilde verbreden. Bovendien was de gemeente van plan een plein te bouwen bij het Westeinde. Hierdoor moesten huizen en gebouwen gesloopt worden, waaronder het tien jaar oude pand van de Nutsspaarbank.

### Idiotengesticht
Het bestuur van de bank besloot een nieuwe locatie dichtbij huis te zoeken. Het idiotengesticht dat aan de achterkant van het gebouw aan het Westeinde grensde, werd in 1913 opgekocht.
Tussen het voornemen een nieuw kantoor te laten bouwen en het daadwerkelijk leggen van de eerste steen zat behoorlijk wat tijd. Al in 1911 maakte de gemeente haar bouwplannen bekend. De eerste steen van het Nutshuis werd gelegd in 1920.

### Investeren vs spaarzaamheid
Dat het zo lang duurde voordat er daadwerkelijk werd overgegaan op de bouw, had een aantal redenen. Ten eerste zat er een aantal jaar tussen de bekendmaking van de plannen van de gemeente en het daadwerkelijk concreet worden van deze voornemens. Daarom riep de bank pas in 1914 een bouwcommissie in het leven die moest bepalen waar het nieuwe hoofdkantoor moest komen en hoe groot deze moest worden.
De Haagse architect Samuel de Clercq (1876-1962) was adviseur binnen deze commissie. In april 1914 presenteert hij, met medearchitect Eduard Frederik Ehnle (1861-1922), twee voorstellen: een voor een kleiner gebouw dat uitsluitend is bedoeld voor de bank en een voorstel voor een groter gebouw waarvan een deel mogelijk onderverhuurd kan worden.
De commissie is verdeeld omdat sommigen uit risico- en veiligheidsoverwegingen het niet zien zitten om onderverhuurders in huis te nemen. Anderen zien het als een welkome bron van nieuwe inkomsten. Uiteindelijk wordt gekozen voor het laatste voorstel. De Clercq en Ehnle gaan terug naar de tekentafel en komen met twee ontwerpen van een gebouw met een verdieping.
In de zomer van 1914 lopen de spanningen binnen Europa op met de moord op Franz Ferdinand. Kort daarna breekt de Eerste Wereldoorlog uit en de bank staat voor een dilemma; een goede investering maken met de bouw van een nieuw kantoor of spaarzaam omgaan met de bestaande middelen.
Bovendien heeft het bestuur wel iets anders aan haar hoofd. Spaarders nemen bij het uitbreken van de oorlog in groten getale hun geld op en de bank doet zijn best om alles in goede banen te leiden. Een jaar later heeft de commissie nog steeds niet besloten voor welk ontwerp ze gaan. Er komt pas weer schot in de zaak nadat de gemeente Den Haag in september 1915 aangeeft haast te willen maken met de bouwplannen.
Omdat de bank tegen haar wil in het pand moet slopen, wilde ze een redelijke vergoeding van de gemeente voor het gebouw. Maar door de oorlog worden bouwstoffen steeds schaarser en de grondprijzen dalen. De gemeente geeft uitstel in 1916 en pas in januari 1917 wordt het uiteindelijke bouwplan van De Clercq en Ehnle goedgekeurd.
Ondanks dat de architecten hun plannen hebben aangepast en versoberd, blijven de prijzen voor de benodigde bouwstoffen te duur. Pas een jaar na het einde van de Eerste Wereldoorlog, in oktober 1919, vindt de aanbesteding plaats. Eerst moest het oude gebouw natuurlijk gesloopt worden. Toen dit klaar was, kon de eerste steen van Het Nutshuis dan eindelijk gelegd worden op 20 april 1920.

### Duurzaam en sober
De bouw van Het Nutshuis duurde maar liefst 116 weken. Dit kwam onder meer door stakingen. Eerst werden de buitengevels opgetrokken en vervolgens de binnenmuren. Op 4 november 1920 wordt met het plaatsen van twee spantbenen van het dak het hoogste punt bereikt. Twee maanden later worden twee schoorstenen op het dak geplaatst en het ijzeren reclamebord waarop staat ‘1818 Hoofdkantoor Nutsspaarbank 1921’.
Hierna gaat de meeste tijd en aandacht zitten in het afwerken van het interieur en het construeren van de kluizen. In het interieur speelt soberheid een grote rol. Zo zou er een lift komen, maar uit kostenoverwegingen wordt hier uiteindelijk van afgezien. Bovendien staat eenvoud voorop bij de uitvoering van details en wordt een deel van het oude meubilair opgeknapt en opnieuw gestoffeerd.
Alleen in de kamers van de commissarissen en directeur komt nieuw eiken meubilair. Ook wordt besloten een modern centraal huistelefoon-, stofzuiger- en klokkensysteem aan te leggen. Op 17 december 1921 is het dan zover: het nieuwe gebouw wordt feestelijk geopend door voorzitter J.H. Andries en burgemeester J. Patijn.

### Openingsbrochure
Het Haagse dagblad Het Vaderland neemt een kijkje in het gloednieuwe Nutshuis en is onder de indruk. De krant citeert een openingsbrochure, waarin de volgende toelichting wordt gegeven:
"Bij binnenkomst komt het publiek in een ruime hal met een glazen kap, die zorgt voor een goede lichttoetreding. Aan de lange zijde van deze hal zijn twee stichtingsstenen aangebracht; één gaat over de stichting van de bank met zijn bijkantoren en één over wie hebben bijgedragen aan de totstandkoming van het gebouw. Links in de hal zijn de loketten voor de bediening. Rechts staat een lessenaar waarachter de boekhouder toezicht kan houden op het personeel. Midden in het gebouw bevindt zich in drie verdiepingen verdeeld het kluislichaam, waar boeken en waardepapieren veilig en brandvrij worden bewaard. Rechts aan de voorzijde is de garderobe en de koffiekamer voor het personeel. Links is de wachtruimte en het kantoor van de directeur. Rondom loopt een gang, zodat de directeur naar alle werklokalen kan buiten het publieke gedeelte om. Langs de zijde van de Jan Hendrikstraat is de kantoorruimte met telmachine, die in verband met het lawaaierige werk voorzien is van dubbel glas. Naast de directeurskamer is het trappenhuis naar de commissariskamer op de verdieping, die centraal aan de voorzijde is gelegen. In verband met de verwachte groei van het bedrijf zijn enkele vertrekken op de verdieping en het souterrain voorlopig onbestemd."

### Nieuwe bestemming
In 2002 vertrok de bank uit het Nutshuis. Het gebouw wachtte een grondige renovatie. In 2006 gingen de deuren weer open. Sindsdien is Het Nutshuis een verzamelpand voor maatschappelijke organisaties en commercieel zaalverhuur. Lange tijd is Het Nutshuis ook een locatie geweest voor maatschappelijke en culturele bijeenkomsten. Het pand is nog altijd eigendom van Fonds 1818.

## Gebied
Het gebouw staat aan de rand van het oude centrum. Vroeger waren in het gebied waarin het gebouw staat de markten. Het oude stadhuis ligt aan de Dagelijkse Groenmarkt en het Nutshuis aan de Riviervismarkt. Hier liepen vroeger de gekortwiekte ooievaars rond om de visresten op te eten. Zij werden later het symbool voor Den Haag.

## Trivia
- Het gebouw is te bezichtigen op Open Monumentendag.

## Officiële website
nutshuis.nl